# Askome socken
Askome socken i Halland ingick i Årstads härad, ingår sedan 1971 i Falkenbergs kommun och motsvarar från 2016 Askome distrikt.
Socknens areal är 32,86 kvadratkilometer, varav 31,16 land. År 2000 fanns här 189 invånare. Kyrkbyn Askome med sockenkyrkan Askome kyrka ligger i socknen.

## Administrativ historik
Askome socken har medeltida ursprung.
Vid kommunreformen 1862 övergick socknens ansvar för de kyrkliga frågorna till Askome församling och för de borgerliga frågorna till Askome landskommun.  Landskommunen senare inkorporerades 1952 i Vessigebro landskommun som 1971 uppgick i Falkenbergs kommun.  Församlingen uppgick 1 januari 2006 i Vessige församling.
1 januari 2016 inrättades distriktet Askome, med samma omfattning som församlingen hade 1999/2000.  
Socknen har tillhört fögderier och domsagor enligt Årstads härad. De indelta båtsmännen tillhörde Södra Hallands första båtsmanskompani.

## Geografi och natur
Askome socken ligger på Ätrans östra sida, nordost om Falkenberg. Socknen är i västra delen, nedströms Ätrafors, bördig slätt, i övrigt starkt kuperad mossrik skogsbygd. Största insjöar är Ätraforsdammen och Boaforsdammen som båda delas med Okome socken samt Skärsjö som delas med Vessige socken.
Berggrunden är gnejs. I skogsbygden dominerar blockmorän, medan de uppodlade områden består av grus eller lera. Den högsta punkten är Askome berg, tidigare Fällebacka, den når 172 meter över havet, medan den lägsta ligger vid Ätran, ungefär 20 meter över havet. 
Skallabjärets naturreservat är ett kommunalt Naturreservat.
En sätesgård var Hede herrgård.
I Askome börjar länsväg N716, som går längs Ätraforsdammen mot Gällared vid länsväg 153. Den har i en omröstning av Vägverket utsetts till "Hallands vackraste väg".

## Fornlämningar och historia
Från stenåldern finns några boplatser längs Ätran. Från järnåldern finns en domarring mitt i byn Askome, ett gravfält i närheten samt två bautastenar på Askome gärde.
Askome nämns 1523 i samband med att Eline Calus Ogeszen tar ägandet av gårdar i Askome från fru Ingeborg Hr Sten Stures. Från de följande årtiondena finns flera förläningsbrev bevarade. De visar att byn hamnar under Hjuleberg.
Askomes nuvarande kyrka invigdes 1780 och tillbyggdes med ett torn 1804. 
C. M. Rosenberg beskriver 1883 denna socken i Årstads härad som ”glest bebodda trakter, ej utan skog”. Han nämner Hede gård som den enda större och kyrkbyn "nedom det 571 fot (170 meter) höga 'Askomeberg'". Vid denna tid hade socknen 427 invånare.

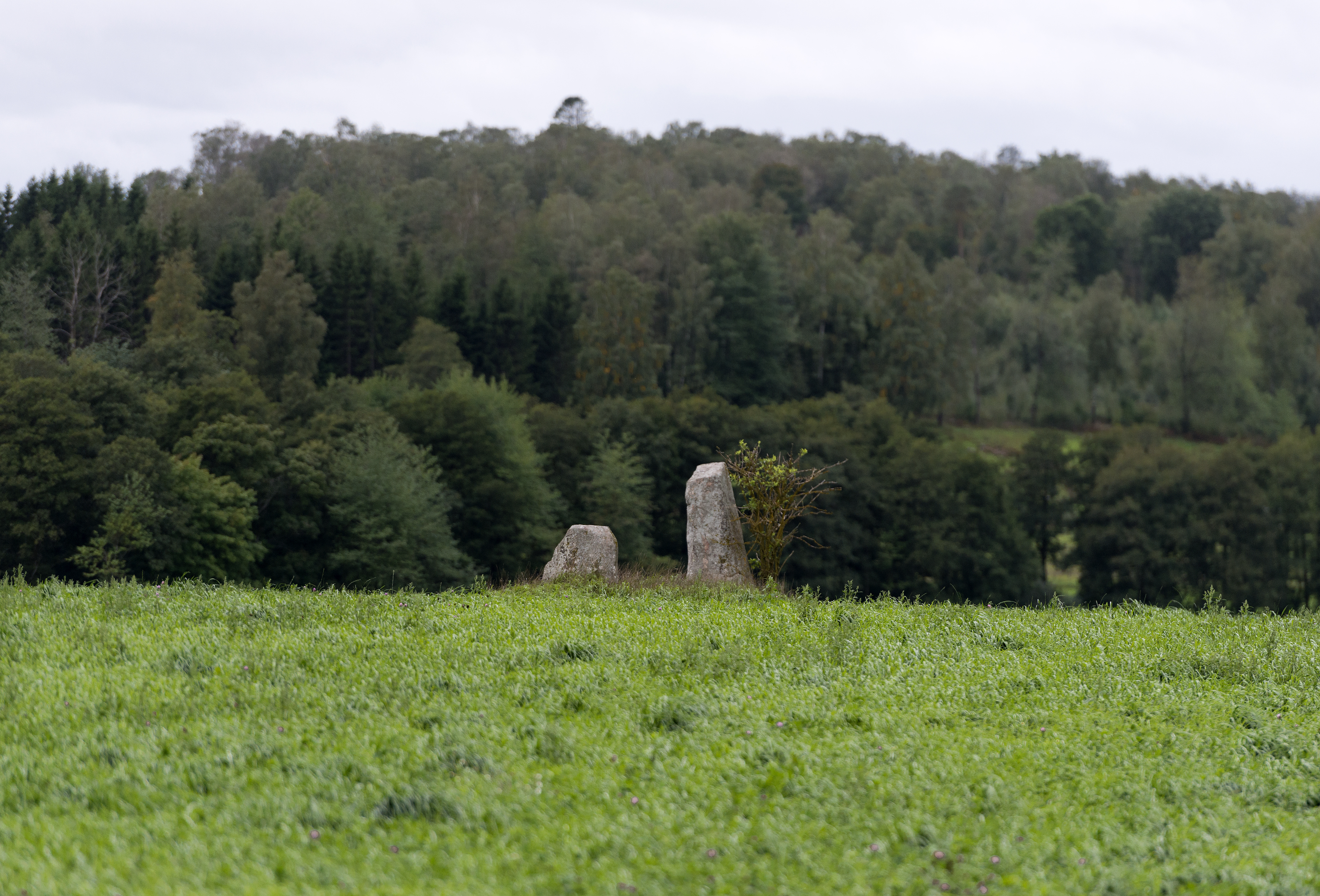
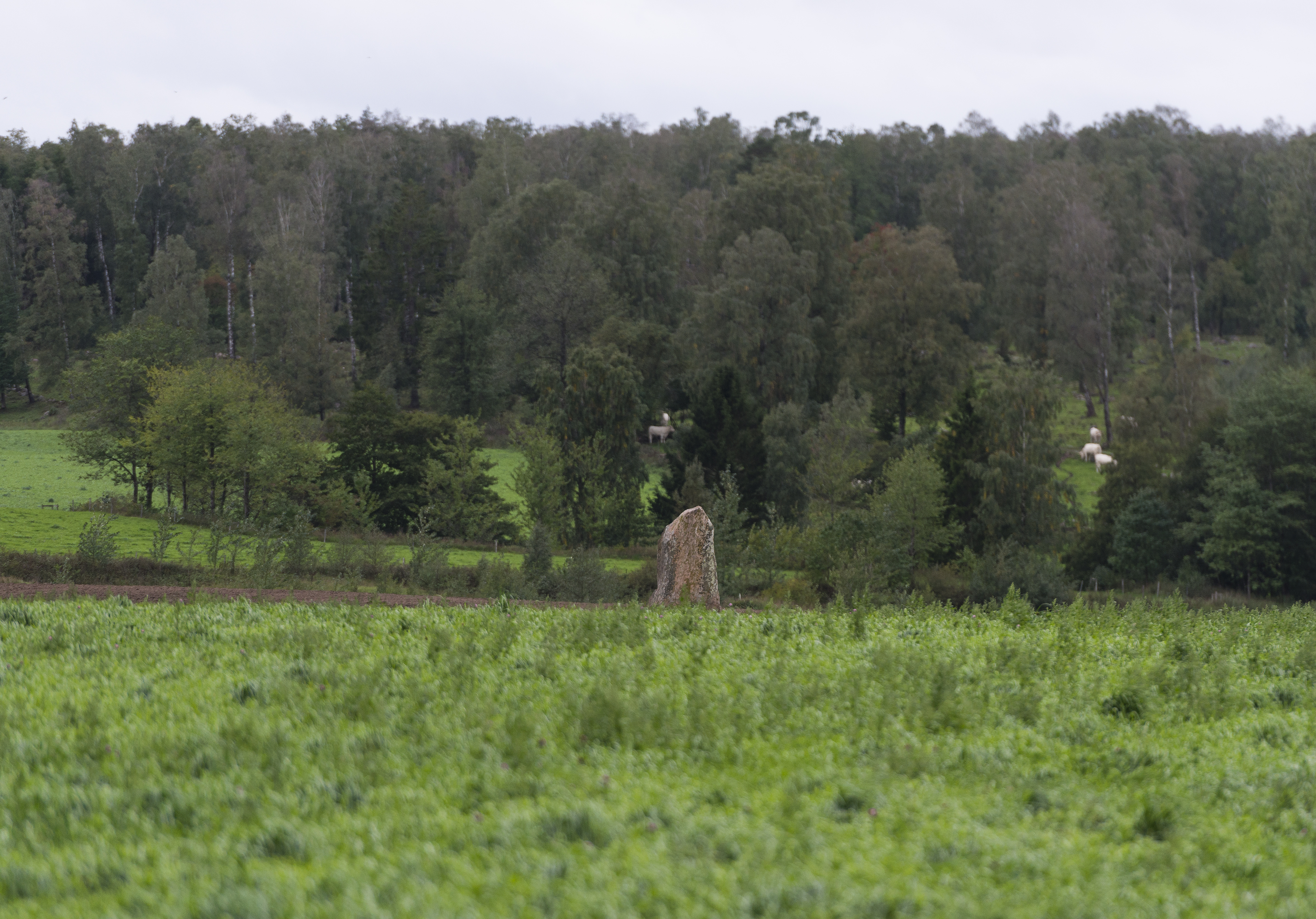
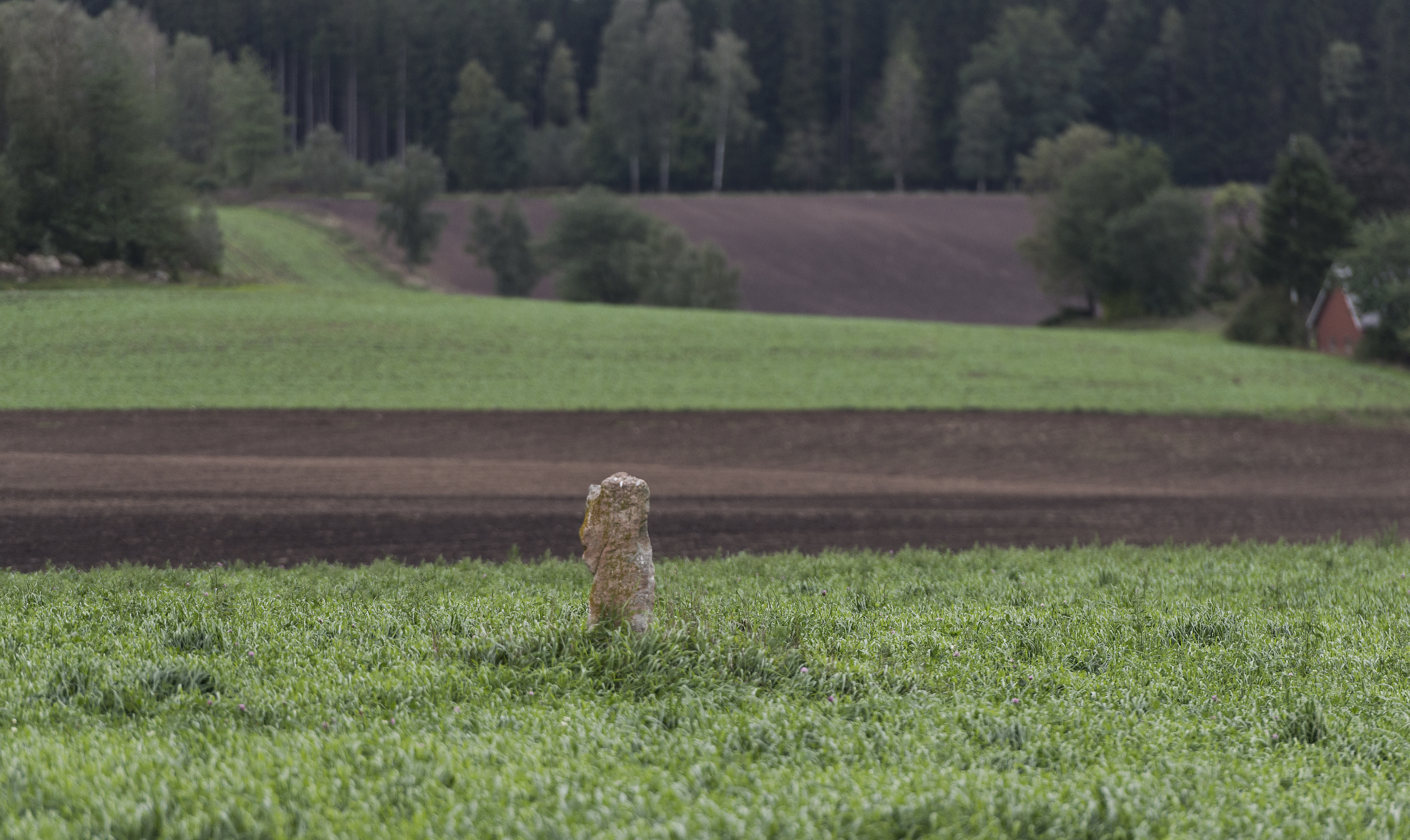
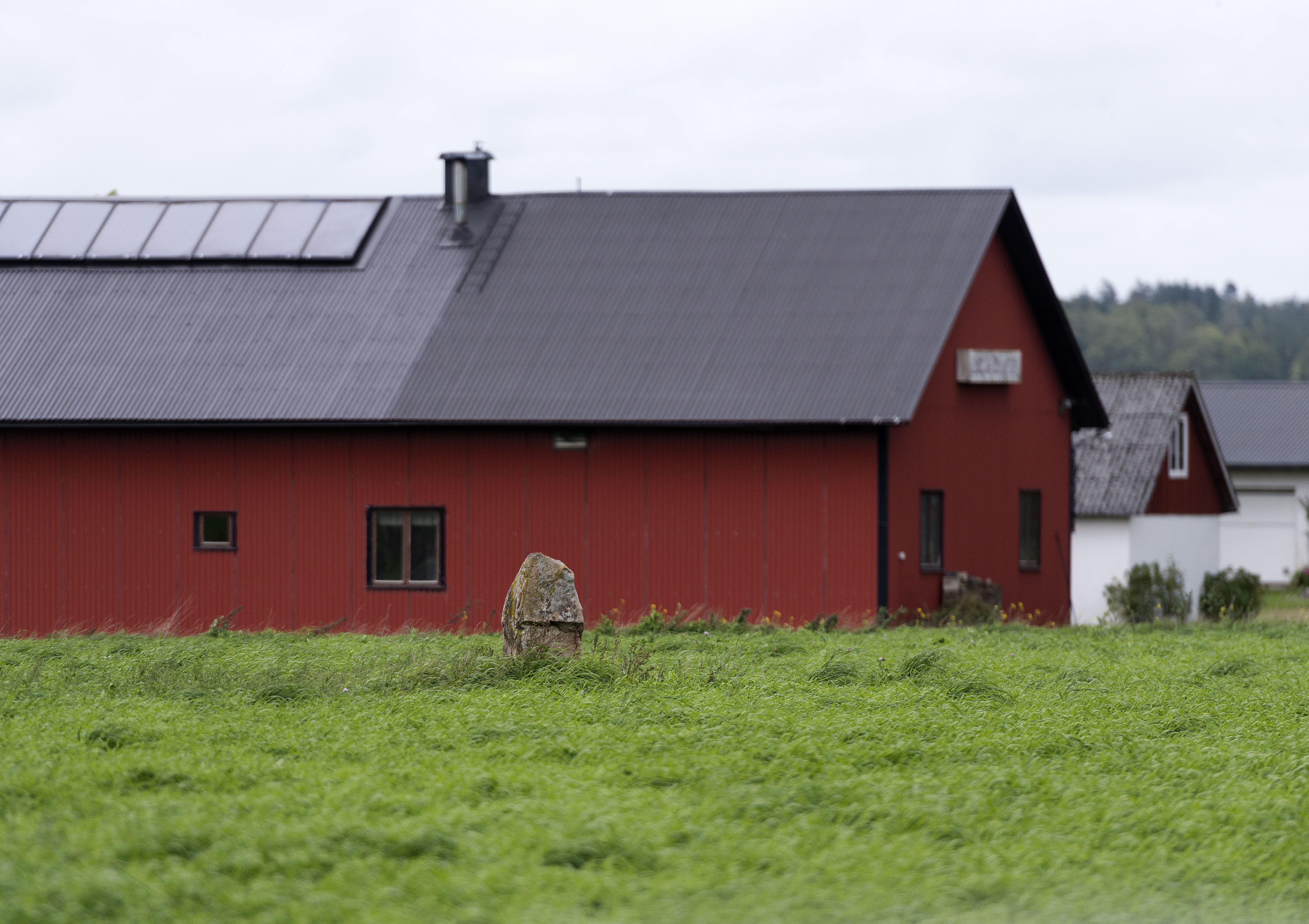

## Namnet
Namnet (1455 Askeme) kommer från en kyrkbyn. Namnet innehåller förleden trädet ask och efterleden hem, 'boplats; gård'.

## Befolkningsutveckling
| Befolkningsutvecklingen i Askome socken 1750–1990                                                       | Befolkningsutvecklingen i Askome socken 1750–1990 | Befolkningsutvecklingen i Askome socken 1750–1990 | Befolkningsutvecklingen i Askome socken 1750–1990 | Befolkningsutvecklingen i Askome socken 1750–1990 |
| --- | ------------------------------------------------- | ------------------------------------------------- | ------------------------------------------------- | ------------------------------------------------- |
| |                                                   |                                                   |                                                   |                                                   |
| År |                                                   |                                                   | Folkmängd                                         |                                                   |
| 1750 | 1750                                              |                                                   | 240                                               |                                                   |
| 1760 | 1760                                              |                                                   | 283                                               |                                                   |
| 1769 | 1769                                              |                                                   | 278                                               |                                                   |
| 1780 | 1780                                              |                                                   | 327                                               |                                                   |
| 1790 | 1790                                              |                                                   | 297                                               |                                                   |
| 1800 | 1800                                              |                                                   | 273                                               |                                                   |
| 1810 | 1810                                              |                                                   | 300                                               |                                                   |
| 1820 | 1820                                              |                                                   | 330                                               |                                                   |
| 1830 | 1830                                              |                                                   | 330                                               |                                                   |
| 1840 | 1840                                              |                                                   | 332                                               |                                                   |
| 1850 | 1850                                              |                                                   | 356                                               |                                                   |
| 1860 | 1860                                              |                                                   | 402                                               |                                                   |
| 1870 | 1870                                              |                                                   | 416                                               |                                                   |
| 1880 | 1880                                              |                                                   | 429                                               |                                                   |
| 1890 | 1890                                              |                                                   | 431                                               |                                                   |
| 1900 | 1900                                              |                                                   | 399                                               |                                                   |
| 1910 | 1910                                              |                                                   | 347                                               |                                                   |
| 1920 | 1920                                              |                                                   | 355                                               |                                                   |
| 1930 | 1930                                              |                                                   | 342                                               |                                                   |
| 1940 | 1940                                              |                                                   | 352                                               |                                                   |
| 1950 | 1950                                              |                                                   | 330                                               |                                                   |
| 1960 | 1960                                              |                                                   | 262                                               |                                                   |
| 1970 | 1970                                              |                                                   | 234                                               |                                                   |
| 1980 | 1980                                              |                                                   | 228                                               |                                                   |
| 1990 | 1990                                              |                                                   | 198                                               |                                                   |
| Anm: Källor: Umeå universitet - Tabellverket 1749-1859, Demografiska databasen, CEDAR, Umeå universitet |                                                   |                                                   |                                                   |                                                   |